# Wilki
Wilki (дослівно — Вовки) — польський рок-гурт, утворений в 1990 році у Варшаві.
Гурт був дуже популярний в першій половині 90-х років XX століття. Пісня Son of the blue sky з першого альбому Wilki була першою польською піснею, що з'явилася на MTV. Цей альбом став одним з найбільш успішних. В 1995 році ансамбль  призупинив діяльність.
У 2000 році гурт відновив творчість. Гурт давав багато концертів, в тому числі й був на підігріві у Reamonn. У 2002 році ансамбль видав перший після восьми років альбом — 4. Гурт залишався дуже популярним, альбом добре продавався, але характер ансамблю змінився — перший сингл Baśka, схожий на увесь альбом, був записаний у жанрі поп. Після цього ансамбль випустив із комерційним успіхом ще два альбоми.
Wilki — багаторазовий лауреат премії «Fryderyk». Гурт виступав на багатьох фестивалях, в тому числі в Яроцині (1992) і Ополю.

## Склад
- Роберт Гавліньський (вокал, гітара)
- Лешек Біолік (бас-гітара)
- Мікіс Цупас (гітара)
- Анджей Смолік (клавішник)
- Хуберт Гасюль (ударна установка)

## Дискографія
- Wilki (MJM Music, 1992)
- Przedmieścia (MJM Music, 1993)
- Live (Sony Music PL, 1993)
- Acousticus Rockus  (MJM Music, 1994)
- Wilki i R. Gawliński — największe przeboje (Sony Music PL, 2000)
- 4 (Pomaton EMI, 2002)
- Watra (Pomaton EMI, 2004)
- Obrazki (Wilki Records Musc fro EMI, 2006)
- MTV Unplugged (EMI Music Poland, 2009)
- Światło i mrok (Sony Music Entertainment, 2012)
- Przez dziewczyny (Wilki S.C., 2016)
- 26/26 (Universal Music Polska, 2018)

## Вибрані хіти
- Son of the Blue Sky 1992
- Aborygen 1992
- Eroll 1992
- Cień w dolinie mgieł
- Eli Lama Sabachtani 1993
- Moja «Baby» 1994
- Beze mne o mnie
- Baśka 2002
- Urke 2002
- Beniamin
- Bohema 2004
- Atlantyda łez 2006
- Here I Am
- Ja ogień, ty woda 2002
- Na zawsze i na wieczność
- Nie zabiję nocy
- Słońce pokonał cień